# Léolia Jeanjean
Léolia Jeanjean (født 14. august 1995 i Montpellier, Frankrig) er en professionel tennisspiller fra Frankrig.